# La reina de las nieves (cuento)
La reina de las nieves (en danés: Snedronningen; pronunciado /sneðʁɒneŋən/) es un cuento escrito en danés por Hans Christian Andersen. Fue publicado por primera vez el 21 de diciembre de 1844. Siendo uno de sus cuentos más largos, al autor le llevó tan sólo cinco días escribirlo. El cuento tuvo poca recepción en Dinamarca, donde fue considerado como no apto para niños. Se publicó en Alemania en 1846 con ilustraciones de Otto Speckter; donde algunas críticas fueron loables, mientras otras enfatizaron «la falta de ingenuidad y sinceridad con la naturaleza».
El cuento trata sobre Gerda, una niña que busca a Kay; su compañero de juegos, que ha sido secuestrado por la reina de las nieves. Aparentemente para la reina de las nieves Hans Christian Andersen se inspiró en Jenny Lind; cantante de ópera que lo rechazó como pretendiente, por lo que decía que su corazón estaba hecho de hielo. Actualmente es considerado por estudiosos, críticos y lectores como una de las mejores obras de Andersen, siendo a la vez uno de sus cuentos más extensos. Se incluye regularmente entre los cuentos seleccionados y colecciones de su trabajo, además de ser reimpreso con frecuencia en ediciones de libros de cuentos ilustrados para niños.

## Argumento

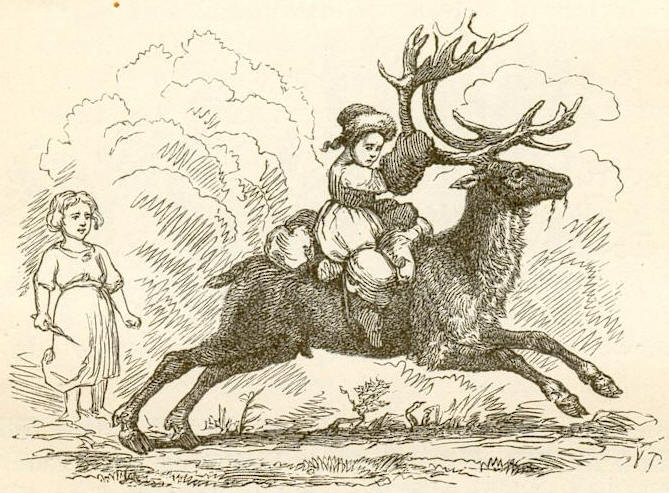
La reina de las nieves (1845), ilustración de Vilhelm Pedersen.

El texto del cuento se encuentra dividido en siete historias.

### El espejo y sus pedazos rotos
El diablo, en forma de Trol malvado, fabricó un espejo mágico que distorsiona la apariencia de todo lo que refleja, mostrando solo los aspectos malos y feos de las personas. Cuando el diablo y otros troles intentan subir el espejo al cielo para burlar a los ángeles y a Dios, se les cae y se rompe en mil pedazos. Los trozos del espejo son arrastrados por el viento por toda la Tierra y se meten en los corazones y los ojos de las personas, congelando sus corazones como bloques de hielo y convirtiendo sus ojos en el espejo mismo.

### Un niño y una niña
Años más tarde, en un pequeño pueblo viven dos amigos, el niño Kai y la niña Gerda. Los dos son vecinos y cuidan juntos un jardín de rosas. Kai vive con su abuela, quien siempre le previene de la Reina de las Nieves. Con el tiempo Kai se enamora de Gerda. Una noche de invierno, aparece la Reina de las Nieves e invita a Kai a acompañarla, pero él la rechaza por amor a Gerda. Pero cuando un pedacito del espejo mágico, transportado por un copo de nieve, penetra en el corazón y los ojos de Kai. este se vuelve cruel y agresivo. Destruye el jardín, se burla de su abuela y ya no se preocupa por Gerda, ya que ahora todos le parecen malos y feos. Así que acaba acompañando a la Reina de las Nieves, quien le da dos besos: uno para adormecerlo del frío y otro para que olvide a Gerda y a su familia; un tercer beso lo mataría. 

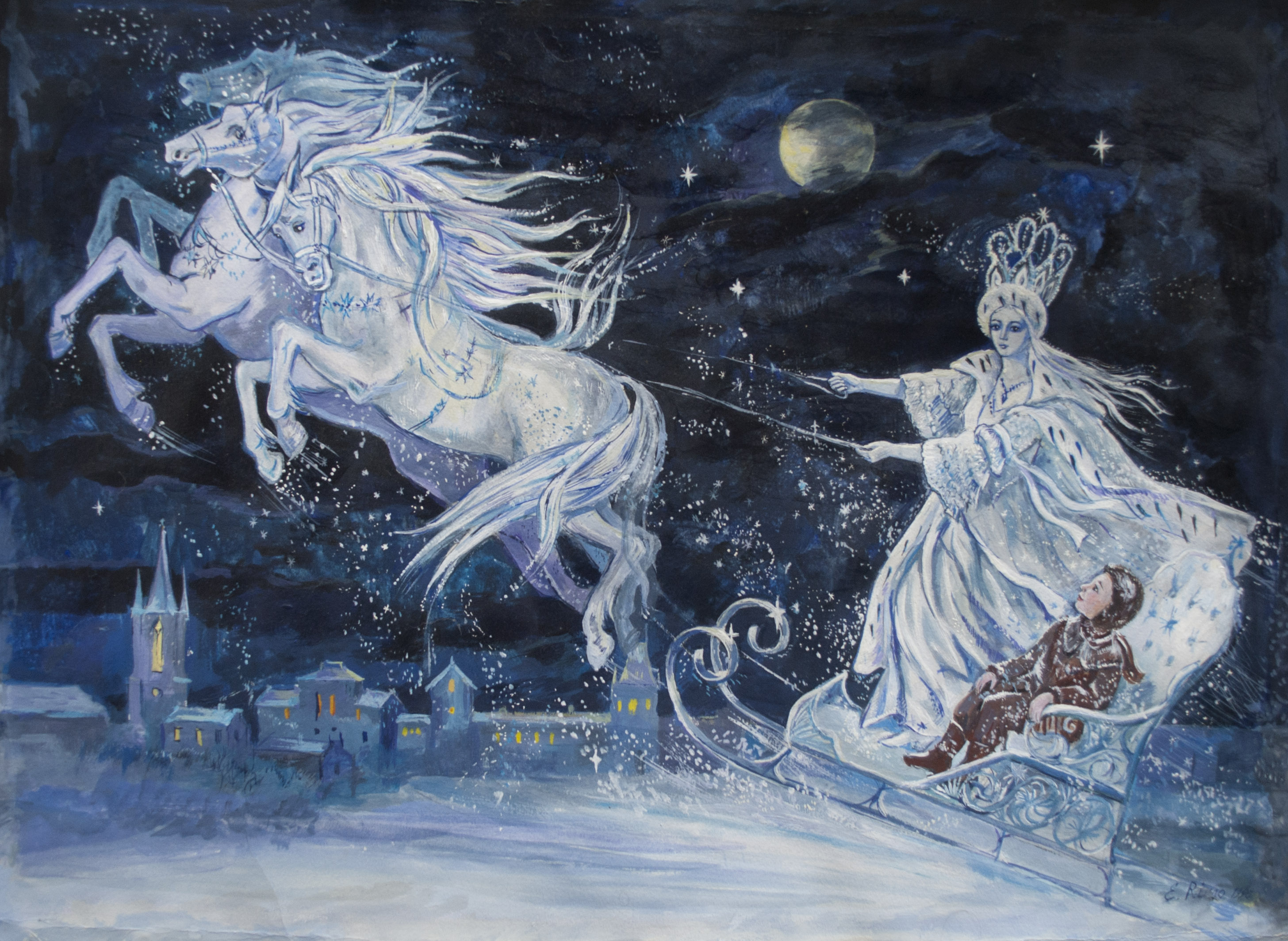
La reina de las nieves (1998), ilustración de Elena Ringo.

### El jardín de la hechicera
La gente del pueblo concluye que Kai murió en el río cercano, pero Gerda no quiere creerlo. El siguiente verano sale a buscarlo, preguntando a personas y elementos de la naturaleza. Estos le ayudan en su búsqueda y le hacen saber que Kai sigue vivo. En medio de un bosque, Gerda encuentra la casa de una vieja que le hace un hechizo para que olvide su amor y poder quedarse con la chica como criada. Pasan los meses y Gerda trabaja con la vieja con alegría hasta que florecen las rosas y recuerda a Kai. Entonces huye para continuar buscándolo.

### El príncipe y la princesa
Gerda continúa interrogando a animales y plantas en el bosque, hasta que la guían hacia un palacio donde viven un príncipe y una princesa. El príncipe no es Kai pero se parece a él. Gerda les cuenta su historia, y le dan ropa de abrigo y un carruaje.

### La hija de los bandidos
Mientras viaja en el carruaje, Gerda es capturada por ladrones y llevada a su castillo, donde se hace amiga de una pequeña ladrona, cuyas palomas mascota le dicen que vieron a Kai cuando se lo llevó la Reina de las Nieves en dirección a Laponia. La ladrona le deja un reno para ir al Polo Norte y liberar a Kai.

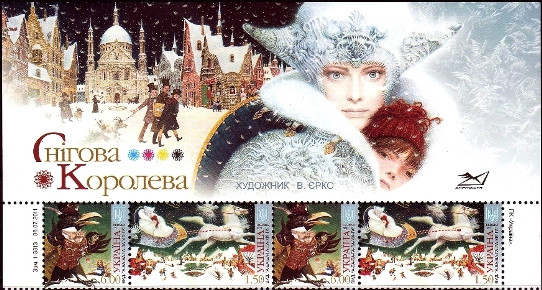
Sellos postales de la serie La reina de las nieves (2011), ilustrados por Vladyslav Yerko.

### La mujer lapona y la mujer finlandesa
De camino al palacio de la Reina de las Nieves hacen dos paradas: primero en la casa de una mujer lapona y luego en la casa de una mujer finlandesa. La mujer finlandesa le dice al reno que el secreto del poder único de Gerda para salvar a Kai está en su dulce e inocente corazón de niña. Cuando Gerda llega al palacio de la Reina de las Nieves, los copos de nieve la detienen atacándola como cuchillos. Al rezar un padrenuestro, los copos caen al suelo y Gerda puede entrar en el palacio.

### Del palacio de la reina de las nieves y lo que luego sucedió
Gerda encuentra a Kai, que está prisionero de la Reina de las nieves y que solo lo dejará ir si consigue formar con hielo y copos de nieve una palabra que la Reina le dijo. Gerda corre hacia Kai y llora de emoción al verlo, pero él se aleja. Entonces llora con más pena y una lágrima consigue llegar a los ojos del niño, llevándose el trozo de espejo incrustado, y haciendo que Kai vuelva a estar alegre y recuerde a Gerda. Ya libres, vuelven a casa. Al llegar encuentran que todo sigue igual pero que ellos han cambiado; ahora son mayores.

## Traducción
Fue publicado por primera vez en danés el 21 de diciembre de 1844, en Nuevos cuentos de hadas. Primer volumen. Segunda colección. Publicado en castellano por la Editorial Labor bajo la colección Obras Eternas. Lo que tú debes leer, en 1959, con traducción del alemán al castellano de Francisco Payarols e ilustraciones de Vilhelm Pedersen y Lorenz Frølich Tegninger. La primera versión directa del danés la publicó la Editorial Anaya Infantil y Juvenil en 1999, con la traducción de Enrique Bernárdez, que obtuvo el Premio Hans Christian Andersen de Literatura: Mit Livs Æventyr de la Fundación Andersen de Odense en el 2008.

## Adaptaciones

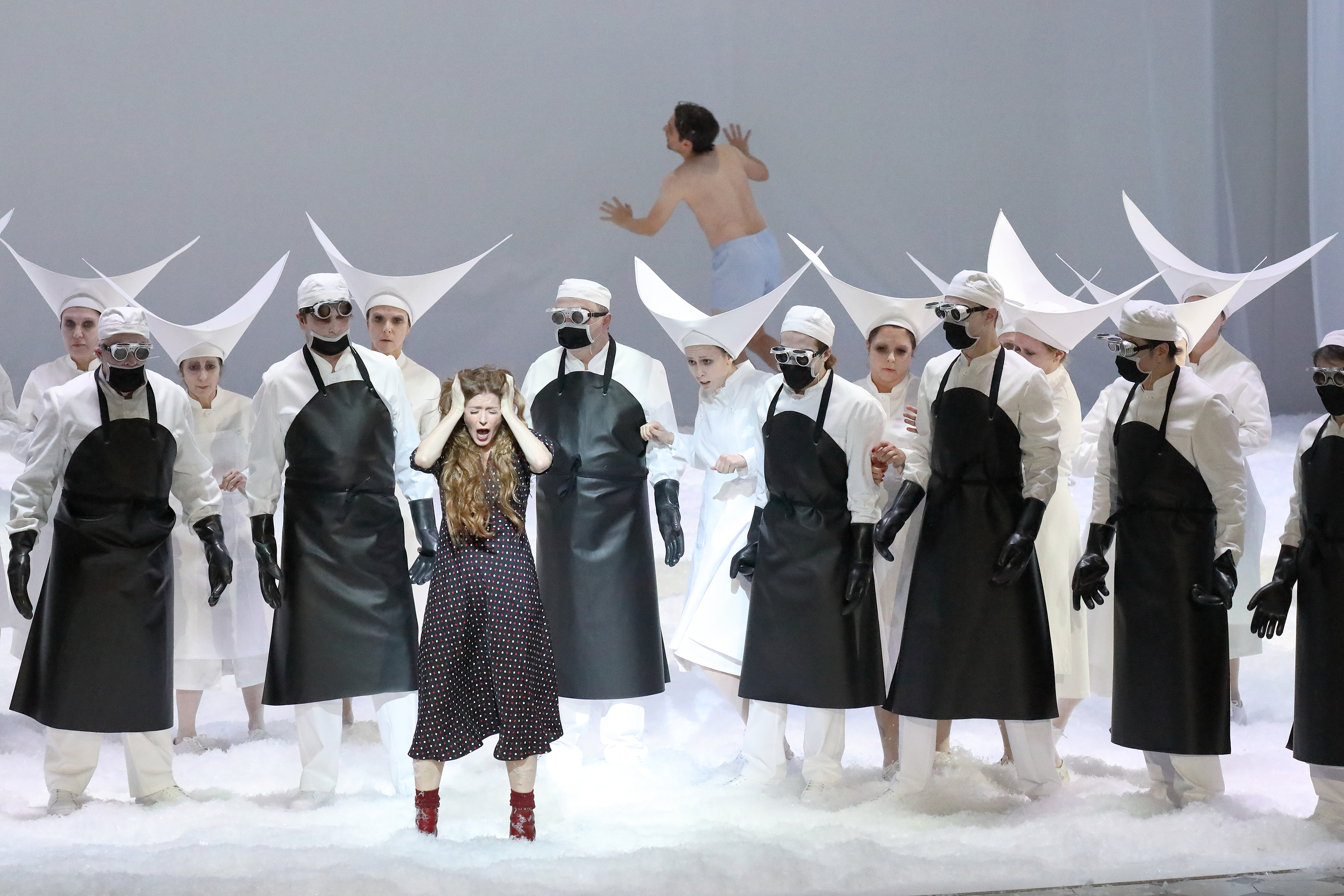
Ópera La reina de las nieves (2019), Ópera Estatal de Baviera.

La reina de las nieves goza de gran aceptación entre el público y ha tenido gran difusión internacional; por lo que ha sido adaptada en diversos medios de comunicación en numerosas ocasiones a lo largo de la historia. Entre las adaptaciones más relevantes destacan:
- Снежная королева (en español: Reina de las nieves), obra de teatro en cuatro actos escrita por Yevgueni Shvarts, representada en 1939.

### Cine
- La reina de las nieves, película animada soviética de 1957 producida por Soyuzmultfilm, dirigida por Lev Atamánov y protagonizada por las voces de Mariya Babanova como la Reina de las Nieves, Anna Komolova como Kai y Yanina Zheymo como Gerda.
- La reina de las nieves, película animada soviética de 1967 producida por Lenfilm y dirigida por Gennadi Kazansky.
- El secreto de la reina de las nieves, película soviética de 1986 producida por Studio Ekran y dirigida por Mykola Oleksandrovich.
- La reina de las nieves, película finlandesa de 1986 producida por la Fundación de Cine Finlandés y dirigida por Päivi Hartzell.
- La reina de las nieves, película animada británica de 1995 producida y dirigida por Martin Gates.
- La reina de las nieves, película animada rusa de 2012 dirigida por Vladlen Barbe y Maxim Sveshnikov basada en el cuento original. Cuenta con tres secuelas más.
- El cazador y la reina del hielo, película estadounidense de 2016 dirigida por Cedric Nicolas-Troyan y protagonizada por Chris Hemsworth como Eric (el Cazador), Emily Blunt como Freya (la Reina de las Nieves) y Charlize Theron como Ravenna (la Reina Malvada).
- Frozen, película animada de Walt Disney Pictures de 2013, inspirada libremente en el cuento original siendo también ganadora de dos Premios Óscar. Cuenta con las voces de Idina Menzel como Elsa y Kristen Bell como Anna.[10][11]
- Frozen 2, película animada de Walt Disney Pictures de 2019, secuela de la anterior.

### Televisión
- La reina de las nieves, película para televisión estadounidense de 2002 producida por Hallmark Entertainment, dirigida por David Wu y protagonizada por las voces de Bridget Fonda como la Reina de las Nieves, Chelsea Hobbs como Gerda y Jeremy Guilbaut como Kai.
- La reina de las nieves, película para televisión británica de 2005 producida por la BBC, comisionada por Michael Carrington y dirigida por Julian Gibbs.
- La reina de las nieves, anime japonés de 2005 producido por TMS Entertainment  y dirigido por Osamu Dezaki. Cuenta con las voces de Mayo Suzukaze como la Reina de las Nieves, Ayako Kawasumi como Gerda y Rio Natsuki como Kai.
- Érase una vez, serie de televisión estadounidense emitida entre 2011 y 2018. En el primer arco de la cuarta temporada se presenta la historia de la Reina de las Nieves llamada Ingrid (interpretada por Elizabeth Mitchell).

### Opera
- The Snow Queen, ópera en seis escenas y prólogo compuesta en 1992 por el compositor británico Matthew King, con libreto de Andrew McKinnon.
- The Snow Queen, ópera en tres actos, estrenada el 13 de octubre de 2019 en Copenhague. Comisionada por el Teatro Real de Copenhague al compositor danés Hans Abrahamsen, con libreto de Henrik Engelbrecht.